# AEGON International 2009
L'AEGON International 2009  è stato un torneo di tennis giocato sull'erba.
È stata la 35ª edizione come torneo femminile e la 1a come torneo maschile.
Fa parte della categoria Premier nell'ambito del WTA Tour 2009 e della categoria ATP World Tour 250 series nell'ambito dell'ATP World Tour 2009.
Si è giocato al Devonshire Park Lawn Tennis Club di Eastbourne in Inghilterra dal 13 al 20 giugno 2009.

## Partecipanti ATP

### Teste di serie
| Giocatore              | Nazionalità | Ranking* | Testa di serie |
| ---------------------- | ----------- | -------- | -------------- |
| Igor' Andreev          | Russia      | 26       | 1              |
| Dmitrij Tursunov       | Russia      | 27       | 2              |
| Paul-Henri Mathieu     | Francia     | 37       | 3              |
| Fabrice Santoro        | Francia     | 38       | 4              |
| Michail Južnyj         | Russia      | 44       | 5              |
| Sam Querrey            | Stati Uniti | 46       | 6              |
| Andreas Seppi          | Italia      | 48       | 7              |
| Guillermo García López | Spagna      | 52       | 8              |

- Ranking all'8 giugno 2009.

### Altri partecipanti
Giocatori che hanno ricevuto una wildcard:
- Joshua Goodall
- James Ward
- Colin Fleming

Giocatori passate dalle qualificazioni:

- Tatsuma Itō
- Alex Bogdanović
- Frank Dancevic
- Brydan Klein

## Partecipanti WTA

### Teste di serie
| Giocatrice          | Nazionalità | Ranking* | Testa di serie |
| ------------------- | ----------- | -------- | -------------- |
| Elena Dement'eva    | Russia      | 4        | 1              |
| Svetlana Kuznecova  | Russia      | 5        | 2              |
| Jelena Janković     | Serbia      | 6        | 3              |
| Vera Zvonarëva      | Russia      | 7        | 4              |
| Viktoryja Azaranka  | Bielorussia | 8        | 5              |
| Caroline Wozniacki  | Danimarca   | 9        | 6              |
| Nadia Petrova       | Russia      | 10       | 7              |
| Agnieszka Radwańska | Polonia     | 11       | 8              |

- Ranking all'8 giugno 2009.

### Altri partecipanti
Giocatrici che hanno ricevuto una Wildcard:
- Svetlana Kuznecova
- Anne Keothavong
- Elena Baltacha

Giocatrici passate dalle qualificazioni:

- Ekaterina Makarova
- Vera Duševina
- Jarmila Groth
- Urszula Radwańska

## Campioni

### Singolare maschile
Dmitrij Tursunov ha battuto in finale  Frank Dancevic, 6–3, 7–6(5).

### Singolare femminile
Caroline Wozniacki  ha battuto in finale  Virginie Razzano, 7–6(5), 7–5.

### Doppio maschile
Mariusz Fyrstenberg /  Marcin Matkowski hanno battuto in finale  Travis Parrott /  Filip Polášek, 	6–4, 6–4.

### Doppio femminile
Akgul Amanmuradova /  Ai Sugiyama hanno battuto in finale  Samantha Stosur /  Rennae Stubbs, 6–4, 6–3.